# Youtuber virtual

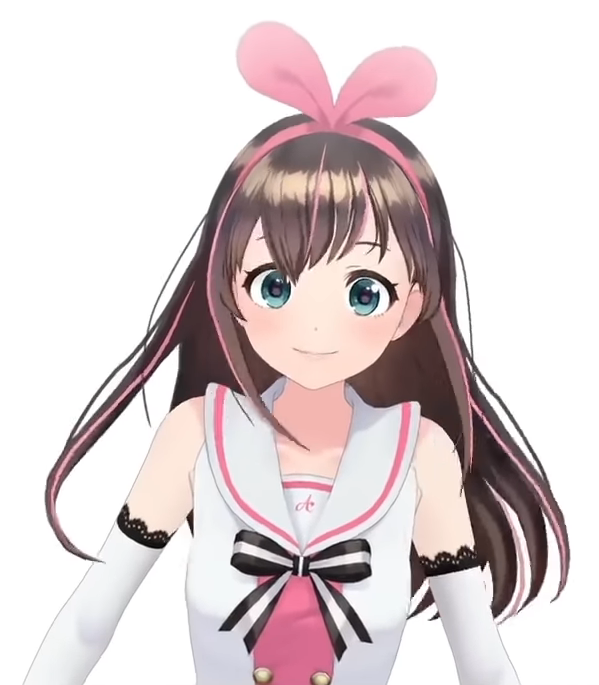
Kizuna AI, um exemplo de uma VTuber.

Um Youtuber virtual (ou VTuber) (em japonês:  バーチャルユーチューバー, transl. bācharu yūchūbā) é um artista online, comumente um Youtuber, representado por um avatar digital gerado por computação gráfica, com softwares de captura em tempo real sendo frequentemente — mas não sempre — usados, como VRoid ou VtubeStudio.
A primeira criadora de conteúdo a utilizar o termo "YouTuber virtual" foi a Kizuna AI. Sua popularidade gerou uma tendência VTuber no Japão, e estimulou a criação de agências especializadas para promovê-los, como por exemplo a Hololive Production e a Nijisanji. Vídeos legendados por fãs e VTubers de língua não japonesa marcaram o aumento na popularidade internacional da tendência. YouTubers virtuais apareceram em campanhas publicitárias nacionais e quebraram recordes mundiais relacionados a transmissões ao vivo.

## História
Embora o termo "Youtuber virtual" tenha sido cunhado em 2016, a tecnologia de animação de personagens de anime em tempo real pode ser encontrada até os anos 1990. Em 1991, a SimGraphics inventou o VActor, que foi usado para animar personagens virtuais em tempo real. Essa tecnologia foi usada para gerar um avatar do Mario em tempo real no SCES de 1992.
O primeiro uso de um avatar CG para fins de vlog no YouTube foi feita por Ami Yamato, que começou a criar esses vídeos em 2011. Posteriormente, Kizuna AI, uma Youtuber virtual, teve cerca de 200.000 assinantes em dezembro de 2016; o número de assinantes ultrapassou dois milhões após 10 meses. Sua popularidade repentina desencadeou uma tendência de VTubers, com uma estimativa de 4.000 em 2018.
Os índices de pesquisa pelo termo "VTuber" no Google Trends cresceram exponencialmente entre março de 2020, mês de início da pandemia de COVID-19, até setembro de 2020, mês de lançamento do grupo Hololive English, nos Estados Unidos e Reino Unido, indicando uma forte correlação entre a pandemia e o maior tempo de consumo de conteúdo VTuber e a sua respectiva popularização no Ocidente, além do Japão. Além disso, os 300 canais mais rentáveis do YouTube por doações da audiência (superchat) receberam um valor total de US$ 52.484.578, sendo que 38% desses canais foram de VTubers (114 canais), que receberam 50% da receita total por meio de doações da audiência, totalizando US$ 26.229.911 somente em 2020.

## Tipos de Modelo
Hoje em dia existem múltiplas formas de uma pessoa começar a produzir conteúdo como um VTuber, como utilizando modelos 3D, modelos 2D e Modelos PNGTuber para criar seus avatares. 

### PNGTuber
Os Modelos PNGTuber (derivado da união de PNG e VTuber) são a forma mais simples utilizada hoje para criar avatares virtuais, que consiste no uso de poucas imagens (ou frames) para representar o avatar, podendo ser mais estáticos ou reativos. Os PNGTubers estáticos consistem apenas em uma imagem ou imagem animada. Já os PNGTubers reativos (também chamados de reactives), são animados por meio de um software que detecta a voz e alterna o modelo entre os estados, como "falando" e "não falando", em tempo real, proporcionando uma certa reação do modelo.

### Modelo 3D
Uma outra forma de se criar esses avatares é por meio de um modelo 3D. Graças a programas gratuitos como o VRoid, essa é a alternativa mais acessível na maioria dos casos para VTuber iniciante, uma vez que é possível criar o avatar pelo VRoid e realizar gravações ou transmissões por softwares como VSeeFace.

### Modelo 2D
Os modelos 2D são, por sua vez, a principal forma de criá-los. Nos modelos 2D, um artista faz a arte do modelo, com várias partes devidamente separadas para serem animadas pelo processo de rigging em programas como Live2D. Assim então sendo extremamente customizáveis e detalhados.

## Campanhas envolvendo Youtubers virtuais
Devido à sua imensa popularidade, empresas e organizações têm usado VTubers como um método de publicidade ou chamar a atenção para um produto ou serviço. Quando a SoftBank anunciou o lançamento do iPhone XS e XS Max em 2018, Kizuna AI apareceu no evento e também promoveu em seu canal. Ela também é atualmente a embaixadora da Organização Nacional de Turismo do Japão. Outra estrela virtual foi lançada pelo Governo da Prefeitura de Ibaraki, chamada Hiyori Ibara, com o objetivo de tornar o Youtuber virtual um símbolo de Ibaraki. Hiyori é o primeiro VTuber a ser usado por um governo municipal.

Agência de VTubers Hololive Production, a mais internacionalizada agência de VTubers.

Em 24 de junho de 2019, a Youtuber virtual Kaguya Luna, em colaboração com a Nissin, realizou uma transmissão ao vivo (notado pelo Guinness World Records como sendo a transmissão ao vivo gravada na maior altitude) anexando um smartphone com sua transmissão tocando em um balão de hélio. No final do riacho, Kaguya Luna atingiu uma altitude de 30 quilômetros acima do nível do mar, quebrando o recorde anterior de 18,42 quilômetros acima do nível do mar. Isso foi feito para anunciar o macarrão OVNI Yakisoba da Nissin.
Em agosto de 2018, a Wright Flyer Live Entertainment, de propriedade da Gree Inc., lançou um aplicativo móvel que permite que estrelas virtuais transmitam vídeos ao vivo enquanto os monetizam e se conectam com seus espectadores. Em entrevista coletiva em Tóquio, o chefe da Wright Flyer Live Entertainment afirmou que a empresa queria ajudar estrelas virtuais, mas que “apenas aumentar o número [de estrelas virtuais] não é tão eficaz. Queremos que eles continuem fazendo suas atividades. [Para fazer isso], ganhar fãs e monetização são essenciais. Portanto, estamos fornecendo uma plataforma para apoiar isso.” Isso segue um investimento de ¥ 10 bilhões (US$ 89,35 milhões) pela controladora Gree na VTubers, bem como uma meta de lucro de ¥ 10 bilhões até 2020.
Em novembro de 2020 as VTubers japonesas Ayapan e Jajami foram convidadas pela embaixada do Brasil em Tóquio, Japão, para apresentarem o seu conteúdo feito para o público brasileiro e como funciona o conteúdo VTuber, onde tiveram um encontro com o embaixador Eduardo Paes Saboia, sendo o primeiro contato de um VTuber com uma autoridade brasileira.

## No Brasil
Embora o fenômeno das VTubers ainda seja mais forte fora do Brasil, existem exemplos de agências nacionais, como a NEOBAKA, e VTubers nacionais, como Toshiruz (agenciado pela NEOBAKA), Yasmin Reis (do grupo independente eON! Productions), Nowahru, Kinoshita Kinoko e Ritsu Matsuno (do grupo independente AuraForce).